# التهاب الأوعية اللمفية
التهاب الأوعية اللمفية (بالإنجليزية: Lymphangitis)‏ هو التهاب الأوعية اللمفية، ينجم عن إصابة في موقع بعيد عن القناة. السبب الأكثر شيوعا لالتهاب الأوعية اللمفاوية لدى البشر هو العقدية المقيحة (الجموعة أ من العقديات). يسمى التهاب الأوعية اللمفاوية أحيانا «تسمم الدم».
تشمل العلامات والأعراض إحمرار داكن للجلد، حرارة والتهاب العقد اللمفية وارتفاع حدود المنطقة المتضررة. يمكن أن يظهر على الشخص أيضا قشعريرة وحمى شديدة مع ألم وتورم معتدلين. ينبغي للشخص المصاب بالتهاب الأوعية اللمفاوية أن يمكث بالمستشفى مع مراقبة طبية عن كثب.
التهاب الأوعية اللمفاوية هو التهاب في الأوعية والقنوات اللمفاوية. يميزه بعض التهابات الجلد الناجمة عن العدوى الجرثومية. يمكن ملاحظة خطوط حمراء رقيقة ممتدة على طول مجرى الأوعية اللمفاوية في المنطقة المتضررة، يرافقه تضخم مؤلم للعقد اللمفاوية المجاورة.